# Ferrari SF-24
Ferrari SF-24 (також відомий під своєю внутрішньою назвою як Project 676) — болід Формули-1, розроблений і виготовлений Феррарі для участі в чемпіонаті Формули-1 2024 року. Пілотами стали Шарль Леклер та Карлос Сайнс молодший. Резервний пілот Олівер Берман підміняв Сайнса на Гран-прі Саудівської Аравії через те, що в іспанця був діагностований апендицит. На наступному Гран-прі Австралії Сайнс здобув першу перемогу в сезоні за кермом SF-24, а його товариш по команді Леклер фінішував позаду нього. На Гран-прі Монако Леклер здобув перший поул для SF-24, перервавши серію поулів Макса Ферстаппена.

## Підсумок сезону
SF-24 дебютував на Гран-прі Бахрейну, де Карлос Сайнс молодший приніс команді перший подіум у сезоні, фінішувавши третім. Шарль Леклерк, який кваліфікувався другим, фінішував гонку четвертим після того, як протягом усієї гонки мав проблеми з гальмами.
На Гран-прі Саудівської Аравії Сайнс був змушений відмовитись від участі після двох практик через апендицит. Його замінив резервний пілот Феррарі Олівер Берман, який кваліфікувався одинадцятим та фінішував сьомим. Леклер, тим часом, кваліфікувався другим і фінішував третім після того, як Серхіо Перес випередив його раніше в гонці.
Під час Гран-прі Австралії Сайнс знову повернувся до гонки після двох тижнів відновлення та кваліфікувався другим. Його напарник по команді, Леклерк, кваліфікувався п'ятим, але був підвищений до четвертого місця на старті після того, як Серхіо Перес отримав штраф у вигляді трьох місць на стартовій решітці. Протягом усієї кваліфікації Феррарі демонстрували тиск на Ред Булл за поул. У самій гонці Сайнс випередив поул-ситера Макса Ферстаппена на другому колі та вийшов в лідери, причому нідерландець згодом зійшов із змагань через несправність гальм на 4-му колі, що стало його першим сходом в гонці з 2022 року. Сайнс приніс першу перемогу для Феррарі в сезоні, в той час як його напарник Леклер фінішував другим позаду нього, що також принесло перший фініш на найвищих двох позиціях для італійської стайні після Гран-прі Бахрейну 2022 року. Леклер також заробив додаткове очко, встановивши найшвидше коло в гонці. Гонка завершилася позаду автомобіля безпеки після аварії на останньому колі Джорджа Рассела з Мерседес.
Гран-прі Японії Сайнс стартував четвертим на стартовій решітці, а його напарник Леклер — восьмим. Під час гонки Феррарі експериментувала з різноманітною стратегією: Сайнс скористався стратегією двох зупинок, а Леклер — однієї зупинки. Леклер впевнено зберігав стан своїх шин під час стратегії однієї зупинки, на шляху до фінішу четвертим. Сайнс фінішував попереду напарника на третьому місці, не зумівши наздогнати Серхіо Переса, який фінішував другим. На Гран-прі Китаю Сайнс кваліфікувався до спринту п'ятим та фінішував на цій же позиції в спринті. Леклер кваліфікувався сьомим та пробився на четверте місце в спринті після сутички з напарником. В основній кваліфікації Сайнс показав сьомий час, одразу позаду Лелера, який кваліфікувався шостим. Леклер та Сайнс фінішували четвертим та п'ятим відповідно, повторивши результат спринту.
На Гран-прі Маямі Леклер кваліфікувався до спринту другим та фінішував на цій же позиції. Сайнс кваліфікувався п'ятим і так само фінішував, не зумівши обійти повільніший РБ Данієля Ріккардо на вузькій трасі.  До основної гонки Леклер та Сайнс кваліфікувались другим та третім відповідно. Леклер фінішував третім, поступившись Максу Ферстаппену та Ландо Норрісу, який скористався вдалим піт-стопом під час автомобіля безпеки. Сайнс фінішував четвертим, але отримав штраф в п'ять секунд за зіткнення з Оскаром Піастрі, який відкинув його на п'яте місце. На Гран-прі Емілії-Романьї Леклер з Сайнсом кваліфікувалися четвертим і п'ятим відповідно, але на стартовій решітці обидва пілоти піднялися на одне місце вище, оскільки Піастрі отримав три штрафні позиції на старті. В гонці Леклер фінішував третім, а Сайнс пропустив Піастрі під час піт-стопу та фінішував п'ятим.
На Гран-прі Монако Леклер здобув перший поул Феррарі в сезоні, перервавши серію поулів Ферстаппена, а Сайнс кваліфікувався третім. В гонці Леклер здобув свою першу домашню перемогу, лідируючи від старту до фінішу. Сайнс отримав прокол від контакту з Піастрі на першому колі, але гонка була зупинена після зіткнення Серхіо Переса з двома пілотами Хаас. Сайнсу було дозволено рестартувати з третьої позиції, оскільки пілоти не встигли завершити перше коло перед зупинкою гонки. Він так і завершив гонку третім, що принесло другий подвійний подіум Феррарі в сезоні.

## Результати
| Приклад                  | Опис                                                              |
| ------------------------ | ----------------------------------------------------------------- |
| 1                        | Переможець                                                        |
| 2                        | Друге місце                                                       |
| 3                        | Третє місце                                                       |
| 5                        | Фінішував у очковій зоні                                          |
| 12                       | Фінішував поза очковою зоною                                      |
| НКЛ                      | Фінішував, але не класифікований                                  |
| Схід                     | Не фінішував і не класифікований                                  |
| НКВ                      | Не кваліфікований                                                 |
| НПКВ                     | Не передкваліфікований                                            |
| ДСК                      | Дискваліфікований                                                 |
| тест                     | Тестер по п'ятницях                                               |
| НС                       | Брав участь у Гран-прі як бойовий пілот, але не стартував у гонці |
| Т                        | Травмований чи хворий                                             |
| Викл                     | Виключений із протоколу                                           |
| Від                      | Відмова від участі                                                |
| НТР                      | Не брав участі в тренуваннях                                      |
| НПР                      | Не прибув на Гран-прі                                             |
| С                        | Гонка скасована                                                   |
|                          | Не брав участі                                                    |
| Жирний шрифт             | Поул-позиція                                                      |
| Курсив                   | Найшвидше коло                                                    |
| Числоу верхньому індексі | Позиція в спринті, що передбачає нарахування очок                 |

| Рік      | Команда          | Двигун                  | Шини | Пілот             | Гран-прі | Гран-прі | Гран-прі | Гран-прі | Гран-прі | Гран-прі | Гран-прі | Гран-прі | Гран-прі | Гран-прі | Гран-прі | Гран-прі | Гран-прі | Гран-прі | Гран-прі | Гран-прі | Гран-прі | Гран-прі | Гран-прі | Гран-прі | Гран-прі | Гран-прі | Гран-прі | Гран-прі | Очки | Місце |
| Рік      | Команда          | Двигун                  | Шини | Пілот             | БАХ      | САУ      | АВС      | ЯПО      | КИТ      | МАЯ      | ЕМІ      | МОН      | КАН      | ІСП      | АВТ      | ВЕЛ      | УГО      | БЕЛ      | НІД      | ІТА      | АЗЕ      | СІН      | США      | МЕХ      | САП      | ЛВГ      | КАТ      | АБУ      | Очки | Місце |
| -------- | ---------------- | ----------------------- | ---- | ----------------- | -------- | -------- | -------- | -------- | -------- | -------- | -------- | -------- | -------- | -------- | -------- | -------- | -------- | -------- | -------- | -------- | -------- | -------- | -------- | -------- | -------- | -------- | -------- | -------- | ---- | ----- |
| 2024     | Scuderia Ferrari | Ferrari 066/12 1.6 V6 t | P    | Шарль Леклер      | 4        | 3        | 2        | 4        | 4        | 32       | 3        | 1        | Схід     | 5        | 117      | 14       | 4        | 3        | 3        | 1        | 2        | 5        | 14       | 3        | 53       | 4        | 25       | 3        | 652  | 2     |
| 2024     | Scuderia Ferrari | Ferrari 066/12 1.6 V6 t | P    | Карлос Сайнс мол. | 3        | Т        | 1        | 3        | 5        | 5        | 5        | 3        | Схід     | 6        | 35       | 5        | 6        | 6        | 5        | 4        | 18†      | 7        | 2        | 1        | Схід5    | 3        | 64       | 2        | 652  | 2     |
| 2024     | Scuderia Ferrari | Ferrari 066/12 1.6 V6 t | P    | Олівер Берман     |          | 7        |          |          |          |          |          |          |          |          |          |          |          |          |          |          |          |          |          |          |          |          |          |          | 652  | 2     |
| Джерело: |                  |                         |      |                   |          |          |          |          |          |          |          |          |          |          |          |          |          |          |          |          |          |          |          |          |          |          |          |          |      |       |